# Marina Jarre
Marina Jarre, nata Marina Gersoni (Riga, 21 agosto 1925 – Torino, 3 luglio 2016), è stata una scrittrice e drammaturga italiana.

## Biografia
Nacque in Lettonia, da padre ebreo lettone, Samuel Gersoni, e madre valdese italiana, Clara Coïsson (traduttrice per Frassinelli ed Einaudi di molti classici tedeschi e soprattutto russi, da Cechov a Tolstoi, da Dostoevskij a Pasternak, da Turgenev a Bulgakov), trascorse l'infanzia nella capitale del Paese fino al 1935, quando, dopo la separazione dei genitori, si trasferì con la sorella Annalisa a Torre Pellice, paese piemontese dove viveva la nonna materna: essendo di lingua madre tedesca, da quel momento apprenderà la lingua italiana.
Nel 1941 il padre venne ucciso dai nazisti insieme agli altri ebrei che appartenevano al ghetto della città di Riga.
A diciotto anni approdò a Torino per frequentarne l'Università e, dopo la laurea in lettere con tesi in letteratura cristiana antica ottenuta nel 1948, per oltre venticinque anni si dedicò all'insegnamento del francese nelle scuole pubbliche del capoluogo.
Nel 1949 sposò l'ingegnere Giovanni Jarre, dal quale ebbe quattro figli.
Nel 2004 vinse il Premio Grinzane Cavour con il romanzo Ritorno in Lettonia, edito da Einaudi.

## Opere
- Il tramviere impazzito e altre storie, Torino, Einaudi, 1962.
- Monumento al parallelo, Roma, Samonà e Savelli, 1968.
- Negli occhi di una ragazza (Einaudi), (1971), nuova edizione Calypso, (2008); ISBN 9788862550031
- Un leggero accento straniero (Einaudi), (1972);
- Viaggio a Ninive (Einaudi), (1975);
- La principessa della luna vecchia (Einaudi), (1977);
- I padri lontani (Einaudi), (1987);
- Galambra - Quattro storie con fantasmi (Bollati Boringhieri), (1987);
- La guerra degli altri (Edizioni Paoline), (1988);
- Ascanio e Margherita (Bollati Boringhieri), (1990);
- Tre giorni alla fine di luglio (Bollati Boringhieri), (1993);
- Un altro pezzo di mondo (Bollati Boringhieri), (1997);
- Ti ho aspettato, Simone (Edizioni EL, (2003);
- Ritorno in Lettonia (Einaudi), (2004);
- Il silenzio di Mosca (Einaudi), (2008);
- Neve in val d’Angrogna - Cronache di un ritorno (Claudiana), (2011);